# 无毛大蒜芥
无毛大蒜芥（学名：Sisymbrium brassiciforme）为十字花科大蒜芥属下的一个种。

## 扩展阅读
- 維基物種上的相關：无毛大蒜芥